# أرقطيون فولغاوي
أرقطيون فولغاوي (الاسم العلمي:Arctium wolgense) هي نوع نباتي يتبع جنس الأرقطيون من فصيلة النجمية.